# Wilfried Gebhard
Wilfried Gebhard (* 18. Oktober 1944 in Crailsheim) ist ein deutscher Bilderbuchautor, Illustrator und Cartoonist.

## Leben
Die ersten Jahre seiner Kindheit verbrachte Wilfried Gebhard in Westgartshausen bei Crailsheim. Dann zog er mit seiner Familie nach Stuttgart, wo er von 1962 bis 1965 die Zeichenklasse von Robert Förch in der Fachschule für das graphische Gewerbe besuchte. Anschließend studierte er bis 1968 an der Staatlichen Akademie der bildenden Künste in Stuttgart bei Walter Brudi und Günther Jacki.
Gebhard arbeitete für die Werbung und veröffentlichte in Magazinen und Zeitschriften. 1987 erscheint sein erstes Cartoonbuch. Es entstanden Arbeiten für das Kinderfernsehen in der Reihe Siebenstein (ZDF), 1992 dann mit Auf der Straße ist was los ein Wimmelbilderbuch als sein erstes Bilderbuch beim Lappan Verlag. Neben seinen eigenständigen Buchveröffentlichungen ist er als Illustrator zahlreicher Bilderbücher sowie Kinder- und Jugendbücher von anderen Autoren in Erscheinung getreten.
Seit 1970 lebt und arbeitet Wilfried Gebhard mit seiner Familie in Maulbronn. Sein älterer Bruder ist der Fledermausforscher Jürgen Gebhard.

## Werk

### Cartoonbücher (Auswahl)
- Herz am rechten Fleck. Goldmann, München 1987.
- Gute Besserung. Lappan, Oldenburg 1989, ISBN 3-8303-4068-0.
- Viel Spaß beim Fotografieren. Lappan, Oldenburg 1990.
- Viel Spaß beim Bauen. Lappan, Oldenburg 1990.
- Viel Spaß beim Heimwerken. Lappan, Oldenburg 1993, ISBN 3-89082-409-9.
- Viel Spaß mit Musik. Lappan, Oldenburg 1993, ISBN 3-89082-459-5.
- Cartoons für Eltern. Lappan, Oldenburg 1994.
- Von ganzem Herzen. Lappan, Oldenburg 1994.
- Alle Jahre wieder. Lappan, Oldenburg 1995, ISBN 3-89082-563-X.
- Cartoons für Häuslebauer. Lappan, Oldenburg 1995.
- Viel Spaß beim Fußball. Lappan, Oldenburg 1998.
- Cartoons für Lehrer. Lappan, Oldenburg 2008, ISBN 978-3-8303-4183-3.

### Kinder- & Jugendliteratur

#### Bilderbücher
- Auf der Straße ist was los. Lappan, 1992.
- Auf dem Wasser ist was los. Lappan, Oldenburg, 1994, ISBN 3-89082-140-5.
- Auf dem Lande ist was los. Lappan, Oldenburg, 1997, ISBN 3-89082-181-2.
- Nil und Nele und das ABC. Ravensburger, 1997, ISBN 3-473-33371-9.
- Nil und Nele und die Zahlen. Ravensburger, 1997, ISBN 3-473-33372-7.
- Nil und Nele und die Farben. Ravensburger, 1997, ISBN 3-473-33373-5.
- Nil und Nele und die Gegensätze. Ravensburger, 1997, ISBN 3-473-33374-3.
- Was ist, wenn es Nacht ist? Lappan, Oldenburg 2000, ISBN 3-8303-1010-2.
- Was Benni alles kann. Lappan, Oldenburg 2002, ISBN 3-8303-1045-5.
- Regenschirm und Sonnenschein. Lappan, Oldenburg 2003, ISBN 3-8303-1073-0.
- Wo ist Lisa? Wo ist Kai? Lappan, Oldenburg 2005, ISBN 3-8303-1094-3.
- Auf der Insel ist was los. Lappan, Oldenburg 2008, ISBN 978-3-8303-1132-4.

#### Kinder- und Jugendbücher
- Du lachst dich schlapp! Carlsen, Hamburg 2007.

#### Illustrationen

##### Bilderbücher
- Gabi Neumayer: Fred und Marie. Lappan, Oldenburg 1998, ISBN 3-89082-186-3.
- Marion Borgmann: Claras Haare. Lappan, Oldenburg 1998, ISBN 3-89082-194-4.
- Christian Tielmann: Wir bauen ein Haus.  kbv-Luzern, 2000, ISBN 3-276-00210-8.
- Jutta Nymphius: Wir verreisen.  kbv-Luzern, 2001, ISBN 3-276-00224-8.
- Ulrike Hauswaldt: Die Piraten kommen. KeRLE bei Herder, 2002.
- Renate Schoof: Die vergessliche Hexe Sausebraus.  KeRLE bei Herder, Freiburg 2003, ISBN 3-451-70505-2.
- Gabi Neumaier: Und wann schläfst du? Lappan, Oldenburg, 2004, ISBN 3-8303-1076-5.
- Manfred Mai: Mein Freund der Fußballprofi.  KeRLE bei Herder, Freiburg, 2006, ISBN 3-451-70677-6.

##### Kinder- und Jugendbücher (Auswahl)
- Eva Polak: Das geborgte Gesicht. Wolfgang Mann Verlag Berlin 1993.
- Eva Polak: Bei Eule weiß man nie. Wolfgang Mann Verlag, Berlin 1993.
- J. Neuschäfer: Die Emil Bulls. Wolfgang Mann Verlag, Berlin 1993.
- Cornelia Funke: Dachbodengeschichten. Loewe-Verlag Bindlach 1998, ISBN 3-7855-3269-5.
- Manfred Mai: Detektivgeschichten. Loewe, Bindlach 1998.
- Ulli Schubert: Torjäger Timo wird entdeckt. Loewe, Bindlach 1999.
- Elisabeth Zöller: Abenteuergeschichten. Loewe, Bindlach 1999, ISBN 3-7855-3362-4.
- Ulli Schubert: Torjäger Timo holt den Pokal. Loewe, Bindlach 2000.
- Ulli Schubert: Torjäger Timo rettet die Meisterschaft. Loewe, Bindlach 2001.
- Elisabeth Zöller: Tierfreundegeschichten. Loewe,  Bindlach 2001, ISBN 3-7855-6151-2.
- Peter Abraham: Piratengeschichten. Ravensburger, 2001, ISBN 3-473-34457-5.
- Werner Färber: Detektivgeschichten. Ravensburger, 2002, ISBN 3-473-34458-3.
- Jana Frey: Gruselgeschichten. Loewe, Bindlach 2003.
- Katja Reider: Krimigeschichten. Loewe, Bindlach 2003.
- Bernd Schreiber: Feuerwehrgeschichten. Loewe, Bindlach 2003.
- Hermien Stellmacher: Hilfe für die Schulvampire. arsEdition, München 2003, ISBN 3-7607-3914-8.
- Ulrich Maske: Zaubergeschichten. Loewe,  Bindlach 2004.
- Wolfram Hänel: Robbie will wieder nach Hause. Omnibus (Verlagsgruppe Random House) München 2004.
- Hermien Stellmacher: Alarm, Tierdiebe!. arsEdition, München 2004, ISBN 3-7607-3969-5.
- Fabian Lenk: Krimigeschichten zum Mitraten. Ravensburger, 2004.
- Erhard Dietl: Der neue Fußball. Ravensburger, 2004.
- Dimiter Inkiow: Die schönsten griechischen Sagen. Heinrich Ellermann Verlag, 2005, ISBN 3-7707-2822-X.
- Vanessa Walder: Mitternachtgeschichten, Gänsehautgeschichten. Loewe,  Bindlach 2005.
- Brigitte Endres: Orki vom anderen Stern. Kerle bei Herder, Freiburg 2006.
- Katja Königsberg: Das lustige Hexen-ABC. Ravensburger, 2006, ISBN 3-473-36178-X.
- Dimiter Inkiow: Die spannendsten griechischen Sagen. Heinrich Ellermann Verlag, 2007, ISBN 978-3-7707-2823-7.
- THiLO: Vampirgeschichten. Loewe,  Bindlach 2007.
- Klaus-Peter Wolf: Kleiner Ritter Konrad. KeRLE bei Herder, Freiburg 2007, ISBN 978-3-451-70798-8.
- Fabian Lenk: Ratekrimis für Superdetektive. Ravensburger, 2007.
- Gabi Neumayer: Frag doch mal... Fußball. cbj, München 2008, ISBN 978-3-570-13404-7.
- John Grant: Kleine Nase – Abenteuer in der Steinzeit, Der SteinzeitJäger. cbj, München 2008.
- Dimiter Inkiow: Die schönsten europäischen Sagen. Heinrich Ellermann Verlag, Hamburg 2009, ISBN 978-3-7707-2824-4.
- Klaus-Peter Wolf u. Bettina Göschl: Piraten Jenny und Käpt'n Rotbart. Jumbo Neue Medien & Verlag, Hamburg 2009, ISBN 978-3-8337-2274-5.
- John Grant: Kleine Nase – Das Mammutabenteuer. Die Nacht in der Bärenhöhle. cbj, München 2009.
- Patricia Schröder: Rivalen auf dem Fußballplatz. cbj, München 2009, ISBN 978-3-570-13708-6.
- Klaus-Peter Wolf u. Bettina Göschl: Ritterfest und Drachentanz. Jumbo Neue Medien & Verlag, Hamburg 2011.